# Acanthopteroctetes
Acanthopteroctetes Braun, 1921 è un genere di lepidotteri appartenente alla famiglia Acanthopteroctetidae, diffuso in America settentrionale e Africa.

## Descrizione
Si tratta di piccole falene alquanto primitive, dall'aspetto esteriore apparentemente simile a quello di un micropterigide oppure di un tineide.

### Adulto

#### Capo
Sono presenti robuste scaglie piliformi sulla capsula cranica. Gli occhi sono relativamente grandi e sporgenti lateralmente. Gli ocelli sono assenti come pure i chaetosemata, e le mandibole sono fortemente vestigiali, quasi assenti; i palpi mascellari presentano cinque segmenti, mentre quelli labiali sono molto corti e rivolti all'esterno, con uno-tre articoli; è assente l'organo di vom Rath. Gli apici dei rami dorsali del tentorio sono fusi con la capsula cranica. La spirotromba è presente, ma appare corta e priva di muscoli interni, così come negli Eriocraniidae.
Le antenne hanno una lunghezza pari ai quattro-quinti della costa; sono filiformi e rivestite di piccolissime scaglie. Lo scapo è leggermente ipertrofico.

#### Torace
Nelle zampe, l'epifisi è assente, mentre gli speroni tibiali nel secondo paio di zampe sono singoli e non doppi, e alquanto lunghi.
L'accoppiamento alare è di tipo jugato, ed è presente l'apparato di connessione tra ala anteriore e metatorace (spinarea).
Sulle ali, le scaglie sono vuote. L'ala anteriore è stretta e lanceolata, con 2A e 3A separate e distinte fino al margine; Cu e 1A sono coalescenti alla base; Cu1 e Cu2 corrono distanti l'una dall'altra; M è unita con R4+Rs; Sc non è ramificata, ed è presente la nervatura omerale. La cellula discale è stretta e allungata.

L'ala posteriore è pure lanceolata e un po' più stretta di quella anteriore, priva di frenulum ma provvista di una serie di spinule costali; la venulazione è affine a quella dell'ala anteriore, tranne per l'anastomosi di 1A e 2A in prossimità della base, per l'assenza della nervatura trasversale tra Cu1 e M3+4, e per il fatto che R1 qui non è ramificata.
L'apertura alare è compresa tra 5 e 16 mm.

#### Addome
Sul terzo pleuron addominale di Acanthopteroctetes unifascia si osserva un paio di ghiandole filamentose e peduncolate. Il IV e V sternite addominale non sono modificati come negli Eriocraniidae. Il margine anteriore del II sternite addominale appare completamente disgiunto dal resto dello stesso sclerite, e associato al I sternite.
L'apparato riproduttore maschile è caratterizzato dalla presenza di transtilla molto sviluppati, ossia processi laterali delle valve. L'uncus è lievemente bifido. Il margine caudale del vinculum risulta concavo o comunque scavato e i socii sono assenti, mentre la juxta è solo lievemente sclerificata e di forma abbastanza variabile, sebbene di regola sia costituita da una sottile piastra allungata. L'edeago presenta una vesica membranosa, provvista di cornuti laterali.
Il genitale femminile non mostra il tipico sclerite vaginale visibile negli Eriocraniidae, mentre le pareti dell'ostium bursae, qui alquanto ridotto, del ductus bursae e della bursa copulatrix sono inspessite e sclerificate. L'ovopositore è modificato in maniera tale da permettere l'inserimento delle uova all'interno dei tessuti fogliari della pianta ospite.

### Larva
Il corpo del bruco è biancastro e di forma pseudocilindrica.

#### Capo
Il capo è prognato e seminascosto dal protorace, con sei stemmata; questi ultimi appaiono disposti su una linea pseudo-rettangolare, con il sesto che è provvisto di una lente alquanto ridotta. Le fessure ecdisiali sono ravvicinate alla sutura frontale. Il frontoclipeo appare stretto e triangolare. Le filiere sono sviluppate e sporgenti.

#### Torace
Le zampe toraciche sono presenti, e sul tergite e sulla membrana coxale di ogni segmento toracico si osservano un paio di inspessimenti a funzione ambulacrale. Gli stigmi sono arrotondati. Sono presenti due setole laterali, L1 ed L2, sul I segmento toracico, ed una sola sugli altri due; il gruppo D (dorsale) è a singola setola sul I segmento toracico e a doppia setola sugli altri due.

#### Addome
L'addome è privo di aree pigmentate e di pinacula. Il gruppo D (dorsale) è a doppia setola nei segmenti I-VII, a singola nei segmenti VIII-IX. Il gruppo SD (subdorsale) è a doppia setola nei segmenti I-VIII, con SD2 molto ridotta e posta dorsalmente rispetto allo stigma. Il gruppo L (laterale) è a doppia setola nei segmenti I-VIII e a singola setola nel IX, con L1 posizionata posteriormente rispetto allo stigma. Il gruppo SV (subventrale) è a tripla setola nei segmenti I-VII. Le pseudozampe sono ridotte ad un solo paio anale, mentre gli uncini sono del tutto assenti. Sia sulla superficie dorsale, sia su quella ventrale dei segmenti I-VII, si possono notare un paio di dischi simili a ventose.

### Pupa
La pupa è dectica ed exarata, provvista di mandibole ipertrofiche, simili a quelle visibili nelle crisalidi degli Eriocraniidae e degli Agathiphagidae. La cuticola è sottile e solo le mandibole sono ben sclerotizzate. Una cresta frontale allungata si estende fino al labrum. Le appendici sono tutte libere ed i segmenti addominali da I a VII sono tutti capaci di movimenti funzionali, mentre quelli da VIII a X sono fusi assieme. L'impupamento avviene all'interno di un bozzolo sericeo, intessuto al suolo.

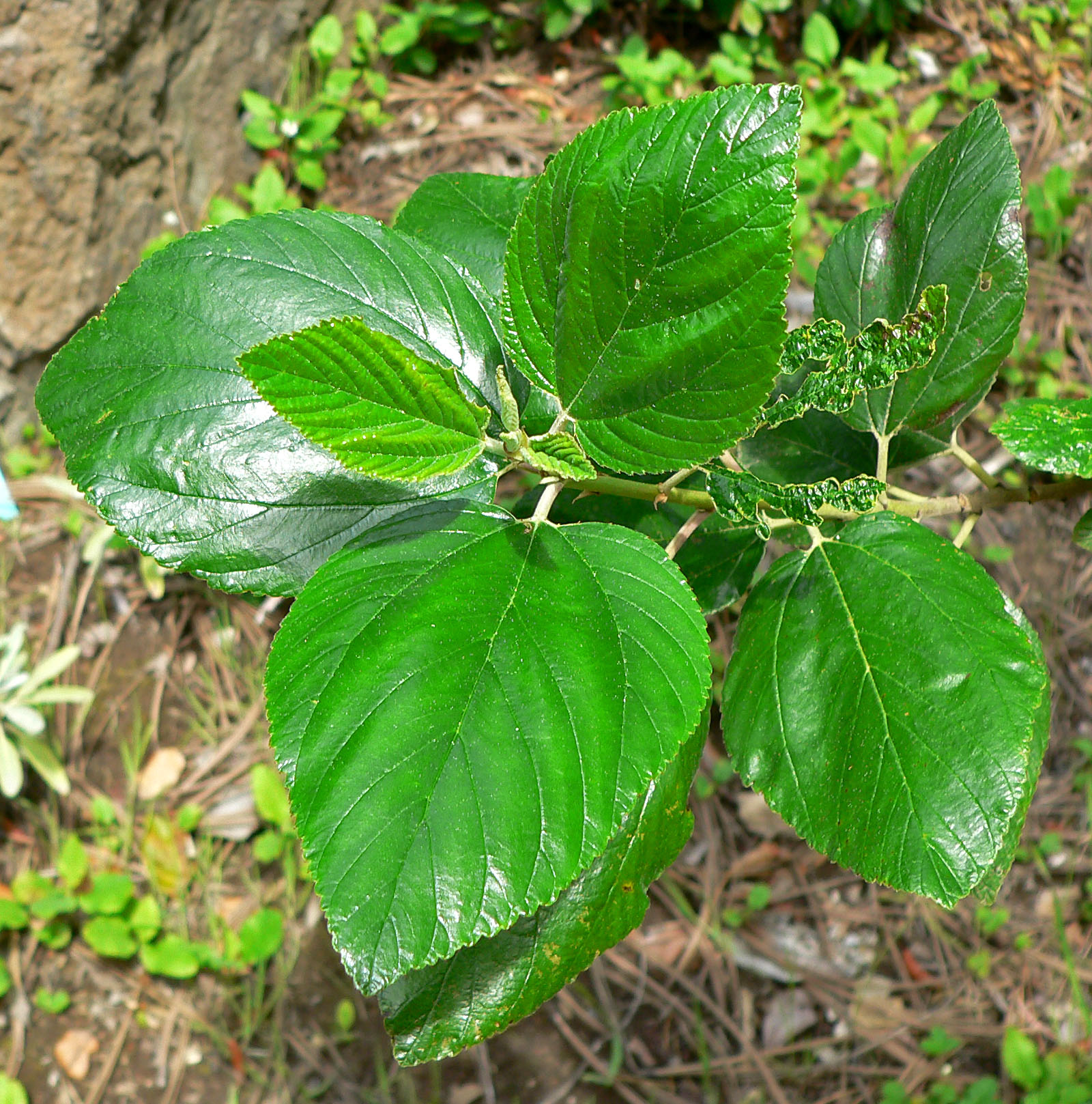
Ceanothus arboreus

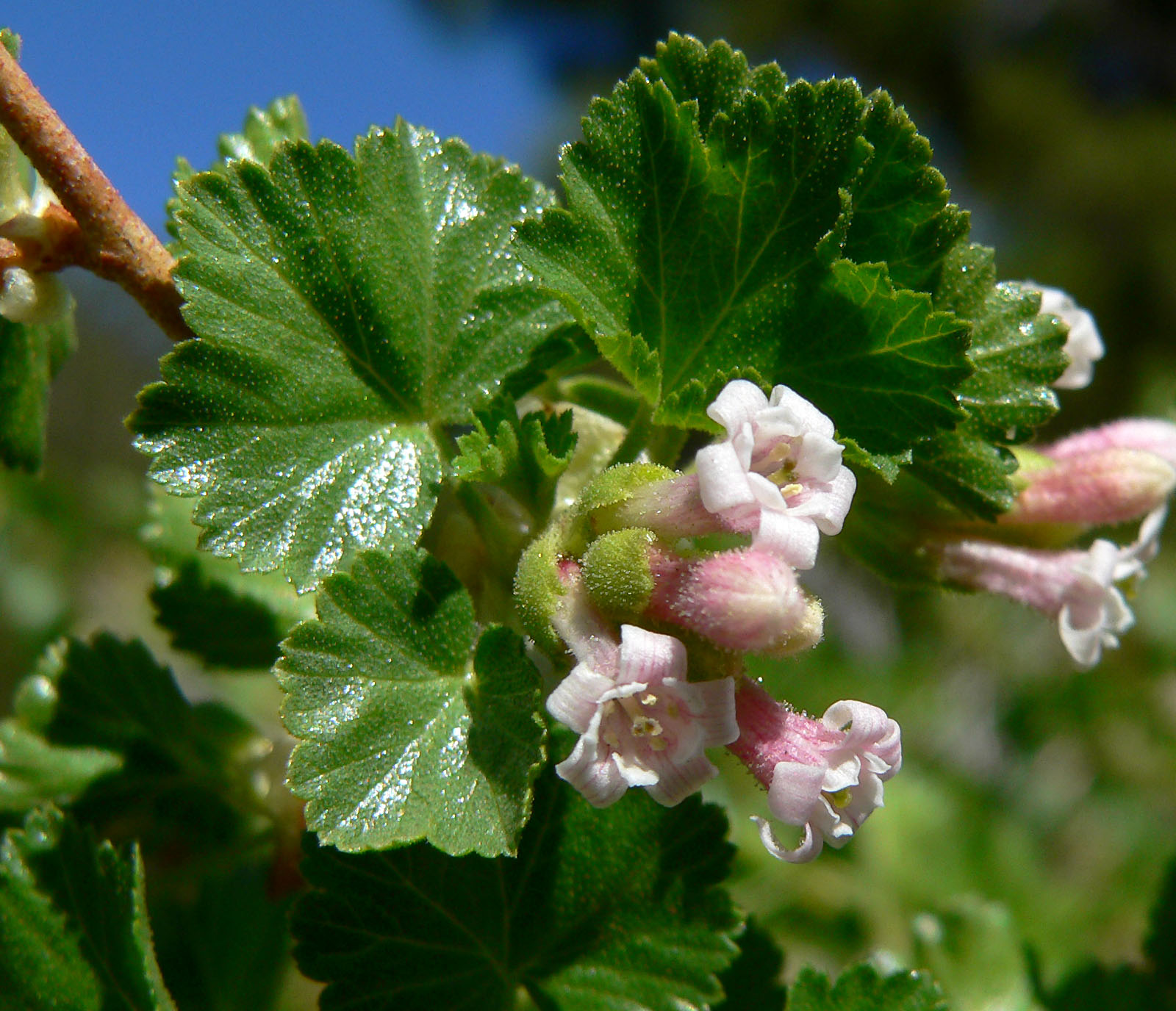
Ribes cereum

## Biologia
Gli adulti depongono le uova in tarda estate.
Le larve dei membri di questa famiglia sono minatrici fogliari ed i dischi, simili a ventose, presenti sulle parti ventrale e dorsale, hanno la funzione di permettere il mantenimento della posizione rispetto alle due superfici interne della foglia.
Le larve di Acanthopteroctetes unifascia iniziano ad alimentarsi in tarda estate e continuano per tutto l'autunno, per poi riprendere dopo la pausa invernale, all'inizio della primavera; la mina fogliare viene quindi abbandonata in tarda primavera o estate, poco prima dell'impupamento, che avviene in bozzoli sericei ai piedi della pianta ospite.

### Periodo di volo
Le specie sono univoltine, con adulti che volano nei mesi estivi.

### Alimentazione
Le larve di Acanthopteroctetes unifascia producono mine nelle foglie di Ceanothus L., 1753 (Rhamnaceae).
Sono state anche riportate mine di Acanthopteroctetes su foglie di Ribes L., 1753 (Grossulariaceae).

### Parassitoidismo
Acanthopteroctetes unifascia può cadere vittima di parassitoidismo da parte dell'imenottero braconide Centistidea ectoedemiae Rohwer, 1914.

## Distribuzione e habitat
Quattro specie sono diffuse negli Stati Uniti centro-occidentali (Montana, Oregon, California, Utah), mentre una quinta è stata scoperta nel 2011 in Sudafrica, nella Provincia del Capo Occidentale.
L'habitat è rappresentato da foreste a latifoglie e comunque zone boschive.

## Tassonomia
Il genere Acanthopteroctetes fu descritto da Annette Frances Braun nel 1921 come appartenente ai Micropterigidae (allora Micropterygidae) Eriocranianae (sic), in virtù delle forti affinità anatomiche riscontrabili con il genere Eriocrania. McDunnough, nel 1939, riconobbe la distinzione tra Micropterigidae ed Eriocraniidae, ma inserì erroneamente Acanthopteroctetes in questi ultimi. Donald R. Davis lo inserì invece a pieno titolo nelle Eriocraniidae nel 1969, in conseguenza delle affinità del genitale femminile con quello di Eriocrania, ma nel 1978 lo designò come genere tipo per la nuova famiglia Acanthopteroctetidae., posizione poi confermata da Niels Peder Kristensen nel 1999. Joël Minet nel 2002, in considerazione delle peculiarità di questo genere, propose l'istituzione dell'infraordine Acanthoctesia, nell'ambito dei Lepidoptera Glossata.

### Specie
Il genere comprende cinque specie:
- Acanthopteroctetes Braun, 1921 - Proc. Acad. Nat. Sci. Phil. 73 (1):  22.[1]
  - Acanthopteroctetes aurulenta Davis, 1984 - J. Lepid. Soc. 38 (1):  47 (PDF).[collegamento interrotto] - Locus typicus: Head Ephraim Canyon (3.049-3.140 m s.l.m.), Contea di Sanpete, Utah - Diffusa in Oregon nordoccidentale e Utah centrale[4]
  - Acanthopteroctetes bimaculata Davis, 1969  - J. Lepid. Soc. 23:  140 (PDF). URL consultato il 7 novembre 2017 (archiviato dall'url originale il 9 agosto 2011). - Locus typicus: Spring Creek, Baker City, Contea di Baker, Oregon - Diffusa dall'Oregon nordorientale alla California centro-orientale[2]
  - Acanthopteroctetes nepticuloides Mey, 2011 - Esperiana Mem. 6:  151 (PDF) (archiviato dall'url originale il 9 agosto 2016). - Locus typicus: Jamaka Farm, Monti Cederberg, 20 km a sud di Clanwilliam, Provincia del Capo Occidentale, Sudafrica.[8]
  - Acanthopteroctetes tripunctata Braun, 1921 - Proc. Acad. Nat. Sci. Phil. 73 (1):  23. - Locus typicus: Canyon Creek (1.676 m s.l.m.), Glacier National Park, Montana - Diffusa soltanto nel Glacier National Park (Specie tipo)[1]
  - Acanthopteroctetes unifascia Davis, 1978 - Smithson. Contr. Zool. 251:  98. - Locus typicus: Circle X Ranch, B.S.A. Camp (457 m s.l.m.), Contea di Ventura, California - Diffusa esclusivamente nella Contea di Ventura, California meridionale[3]

### Sinonimi
Non sono stati riportati sinonimi.

## Conservazione
Nessuna specie appartenente a questo genere è stata inserita nella Lista rossa IUCN.

### Pubblicazioni
- (EN) Braun, A. F., Two weeks collecting in Glacier National Park (PDF), in Proceedings of the Academy of Natural Sciences of Philadelphia, vol. 73, n. 1, 1921,  pp.  1.-23, 1 ill., ISSN 0097-3157 (WC · ACNP), OCLC 263597067.
- (EN) Busck, A. & Böving, A., On Mnemonica auricyanea Walsingham, in Proceedings of the Entomological Society of Washington, vol. 16, n. 4, Washington, dicembre 1914,  pp.  151.-163. pl.  9.-16, ISSN 0013-8797 (WC · ACNP), OCLC 78225871.
- (EN) Common, I. F. B., Evolution and Classification of the Lepidoptera (abstract), in Annual Review of Entomology, vol. 20, Palo Alto, California, Entomological Society of America, gennaio 1975,  pp. 183–203, DOI:10.1146/annurev.en.20.010175.001151, ISSN 0066-4170 (WC · ACNP), LCCN 56005750, OCLC 1321134. URL consultato il 9 dicembre 2016 (archiviato dall'url originale il 3 febbraio 2019).
- (EN) Crampton, G. C., A Comparison of the External Anatomy of the Lower Lepidoptera and Trichoptera from the Standpoint of Phylogeny (PDF), in Psyche, vol. 27, n. 2-3, Cambridge, Mass., aprile-giugno 1920,  pp. 23–24, DOI:10.1155/1920/10397, ISSN 0033-2615 (WC · ACNP), OCLC 795621084.
- (EN) Davis, D. R., A review of the genus Acanthopteroctetes with description of a new species (Eriocraniidae) (PDF), in Journal of the Lepidopterists' Society, vol. 23, n. 3, 1969,  pp. 137–147, ISSN 0024-0966 (WC · ACNP), OCLC 7654420 (archiviato dall'url originale il 9 agosto 2011).
- (EN) Davis, D. R., A revision of the North American moths of the superfamily Eriocranioidea with the proposal of a new family, Acanthopteroctetidae (Lepidoptera) (PDF), in Smithsonian Contributions to Zoology, vol. 251, Washington, Smithsonian Institution Press, 1978,  pp. 131, 344 figs, DOI:10.5479/si.00810282.251, ISSN 0081-0282 (WC · ACNP), LCCN 77024967, OCLC 8653798.
- (EN) Davis, D. R., A new Acanthopteroctetes from the Northwestern United States (Acanthopteroctetidae) (PDF) [collegamento interrotto], in Journal of the Lepidopterists' Society, vol. 38, n. 1, New Haven, Connecticut, 1984,  pp. 47–50, ISSN 0024-0966 (WC · ACNP), OCLC 7654420.
- (EN) Dugdale, J. S., Female Genital Configuration in the Classification of Lepidoptera (PDF), in New Zealand Journal of Zoology, vol. 1, n. 2, Wellington, 1974,  pp. 127–146, DOI:10.1080/03014223.1974.9517821, ISSN 1175-8821 (WC · ACNP), OCLC 60524666.
- (EN) Dupont, S., Early leaf miners and the ground plan of the lepidopteran larval trunk: Caterpillar morphology of the basal moths Heterobathmia, Eriocrania, and Acanthopteroctetes (PDF), in Journal of Morphology, vol. 274, n. 11, Wiley Online Library, novembre 2013,  pp. 1239–1262, DOI:10.1002/jmor.20176, ISSN 0362-2525 (WC · ACNP), PMID 23907846. URL consultato il 9 dicembre 2016.
- (EN) Eiseman, C. S., Notes on the Larval Hosts and Habits of Some North American Eriocraniidae and Acanthopteroctetidae (PDF), in Journal of the Lepidopterists' Society, vol. 70, n. 1, New Haven, Connecticut, The Society, marzo 2016,  pp. 79–81, DOI:10.18473/lepi.70i1.a11, ISSN 0024-0966 (WC · ACNP), LCCN 56023725, OCLC 6005465414.
- (DE) Friese, G., Zur Phylogenie der älteren Teilgruppen der Lepidopteren, in Bericht über die 10 Wonderversammlung Deutscher Entomologen Tagungsberichte 80, vol. 2, 1969,  pp. 203–222.
- (DE) Hennig, W., Kritische Bemerkungen zum phylogenetischen System der Insekten, in Beiträge zur Entomologie, 3 (Sonderheft), Berlino, Akademie-Verlag, 1953,  pp. 1–85, ISSN 0005-805X (WC · ACNP), OCLC 1519372.
- (EN) Hickey, L. J. & Hodges, R. W., Lepidopteran Leaf Mine from the Early Eocene Wind River Formation of Northwestern Wyoming (abstract), in Science, vol. 189, n. 4204, New York, AAAS, 29 agosto 1975,  pp. 718–720, DOI:10.1126/science.189.4204.718, ISSN 1095-9203 (WC · ACNP), OCLC 34298537, PMID 17792539.
- (EN) Hinton, H. E., The Phylogeny of the Panorpoid Orders [collegamento interrotto] (abstract), in Annual Review of Entomology, vol. 3, Palo Alto, California, Entomological Society of America, gennaio 1958,  pp. 181–206, DOI:10.1146/annurev.en.03.010158.001145, ISSN 0066-4170 (WC · ACNP), OCLC 1321134.
- (EN) Keifer, H. H., California Microlepidoptera, in The Pan-Pacific Entomologist, vol. 3, n. 3, San Francisco, Pacific Coast Entomological Society, 1927,  pp. 136–138, ISSN 0031-0603 (WC · ACNP), OCLC 302366370.
- (EN) Kristensen, N. P., The Morphological and Functional Evolution of the Mouthparts in Adult Lepidoptera (abstract), in Opuscula Entomologica, vol. 33, Lund, Entomologiska sällskapet, 1968a,  pp. 69–72, ISSN 0375-0205 (WC · ACNP), LCCN 70020995, OCLC 1761351.
- (EN) Kristensen, N. P., The Anatomy of the Head and the Alimentary Canal of Adult Eriocraniidae (Lep., Dacnonypha), in Entomologiske Meddelelser, vol. 36, Copenaghen, Entomologisk Forening, 1968b,  pp. 239–315, ISSN 0013-8851 (WC · ACNP), OCLC 1568046.
- (EN) Kristensen, N. P., Morphological Observations on the Wing Scales in Some Primitive Lepidoptera (Insecta) (abstract), in Journal Ultrastructure Research, vol. 30, n. 3-4, New York, Academic Press, febbraio 1970,  pp. 402–410, DOI:10.1016/S0022-5320(70)80071-5, ISSN 0022-5320 (WC · ACNP), OCLC 1680952.
- (EN) Kristensen, N. P., Morphology and phylogeny of the lowest Lepidoptera-Glossata: Recent progress and unforeseen problems (PDF), in Bulletin of the Sugadaira Montane Research Centre, vol. 11, University of Tsukuba, 1991,  pp. 105–106, ISSN 09136800 (WC · ACNP), OCLC 747190906.
- (EN) Kristensen, N. P., Rota, J. and Fischer, S., Notable plesiomorphies and notable specializations: head structure of the primitive "tongue moth" Acanthopteroctetes unifascia (Lepidoptera: Acanthopteroctetidae) (abstract), in Journal of Morphology, vol. 275, n. 2, Philadelphia, Pa, Wiley-Liss, febbraio 2014,  pp. 153–172, DOI:10.1002/jmor.20205, ISSN 0362-2525 (WC · ACNP), OCLC 2200304, PMID 24127297.
- (EN) Kristensen, N. P., Scoble, M. J. & Karsholt, O., Lepidoptera phylogeny and systematics: the state of inventorying moth and butterfly diversity (PDF), in Zootaxa, vol. 1668, Auckland, Nuova Zelanda, Magnolia Press, 21 dicembre 2007,  pp. 699–747, ISSN 1175-5326 (WC · ACNP), OCLC 838570989.
- (EN) Lewis. S. E., Lepidopterous Larval-mining of an Oak(?) Leaf from the Latah Formation (Miocene) of Eastern Washington (abstract), in Annals of the Entomological Society of America, vol. 62, n. 5, Lanham, Md., 15 settembre 1969,  pp. 1210–1211, ISSN 1938-2901 (WC · ACNP), OCLC 46381491 (archiviato dall'url originale il 6 ottobre 2014).
- (EN) McDunnough, J., Check list of the Lepidoptera of Canada and the United States of America - part 2, Microlepidoptera (abstract), in Memoirs of the Southern California Academy of Sciences, vol. 2, n. 1, Los Angeles, The Academy, 1939,  p. 171, ISBN 978-1-258-54155-2, ISSN 0097-2622 (WC · ACNP), LCCN sf89010465, OCLC 413241.
- (EN) Mey, W.; Rutjan, E., Catapterix tianshanica sp. n. – the second species of the genus from the Palaearctic Region (Lepidoptera, Acanthopteroctetidae) (abstract), in Nota Lepidopterologica, vol. 39, n. 2, Sofia, Bulgaria, Pensoft Publishers, 28 settembre 2016,  pp. 145–150, DOI:10.3897/nl.39.9882, ISSN 0342-7536 (WC · ACNP), OCLC 6841236157.
- (EN) Minet, J., Tentative reconstruction of the ditrysian phylogeny (Lepidoptera: Glossata) (abstract), in Insect systematics & evolution, vol. 22, n. 1, Stenstrup, Danimarca, Brill, 1991,  pp. 69–95, DOI:10.1163/187631291x00327, ISSN 1399-560X (WC · ACNP), OCLC 858835362.
- (FR) Minet, J., Un nom d'infra-ordre pour les Acanthopteroctetidae (Lepidoptera) (abstract), in Bulletin de la Société entomologique de France, vol. 107, n. 3, Parigi, 2002,  p. 222, ISSN 0037-928X (WC · ACNP), OCLC 72855086. URL consultato il 9 dicembre 2016 (archiviato dall'url originale il 26 ottobre 2014).
- (EN) Mutanen, M., Wahlberg, N. & Kaila, L., Comprehensive gene and taxon coverage elucidates radiation patterns in moths and butterflies (PDF), in Proceedings of the Royal Society (B), vol. 277, n. 1695, Londra, 5 maggio 2010,  pp. 2839–2848, DOI:10.1098/rspb.2010.0392, ISSN 1471-2954 (WC · ACNP), OCLC 421631836.
- (EN) Mutuura, A., Morphology of the Female Terminalia in Lepidoptera, and Its Taxonomic Significance (abstract), in Canadian Entomologist, vol. 104, n. 7, Ottawa, Entomological Society of Canada, luglio 1972,  pp. 1055–1071, DOI:10.4039/Ent1041055-7, ISSN 1918-3240 (WC · ACNP), OCLC 757322410.
- (EN) Nieukerken, E. J. van, Kaila, L., Kitching, I. J., Kristensen, N. P., Lees, D. C., Minet, J., Mitter, C., Mutanen, M., Regier, J. C., Simonsen, T. J., Wahlberg, N., Yen, S.-H., Zahiri, R., Adamski, D., Baixeras, J., Bartsch, D., Bengtsson, B. Å., Brown, J. W., Bucheli, S. R., Davis, D. R., De Prins, J., De Prins, W., Epstein, M. E., Gentili-Poole, P., Gielis, C., Hättenschwiler, P., Hausmann, A., Holloway, J. D., Kallies, A., Karsholt, O., Kawahara, A. Y., Koster, S. (J. C.), Kozlov, M. V., Lafontaine, J. D., Lamas, G., Landry, J.-F., Lee, S., Nuss, M., Park, K.-T., Penz, C., Rota, J., Schintlmeister, A., Schmidt, B. C., Sohn, J.-C., Solis, M. A., Tarmann, G. M., Warren, A. D., Weller, S., Yakovlev, R. V., Zolotuhin, V. V., Zwick, A., Order Lepidoptera Linnaeus, 1758. In: Zhang, Z.-Q. (Ed.) Animal biodiversity: An outline of higher-level classification and survey of taxonomic richness (PDF), in Zootaxa, vol. 3148, Auckland, Nuova Zelanda, Magnolia Press, 23 dicembre 2011,  pp. 212–221, ISSN 1175-5334 (WC · ACNP), OCLC 971985940.
- (EN) Philpott, A., The maxillae in the Lepidoptera (PDF), in Transactions of the New Zealand Institute, vol. 57, Wellington, Royal Society of New Zealand, 22 febbraio 1927,  pp. 721–746, ISSN 1176-6158 (WC · ACNP), OCLC 84073801.
- (EN) Philpott, A., Notes on the Female Genitalia in the Micropterygoidea (abstract), in Transactions of the Royal Entomological Society of London, vol. 1927, n. 2, Londra, dicembre 1927,  pp. 319–323, plate 27, DOI:10.1111/j.1365-2311.1927.tb00078.x, ISSN 0035-8894 (WC · ACNP), OCLC 3781625.
- (EN) Razowski, J., Abdominal Scent Organs in Homoneura (Lepidoptera), in Polskie Pismo Entomologiczne, vol. 45, Varsavia, Państwowe Wydawn. Naukowe, 1975,  pp. 3–7, ISSN 0032-3780 (WC · ACNP), OCLC 1641554.
- (RU, EN) Stekol'nikov, A. A., Functional Morphology of the Copulatory Apparatus in the Primitive Lepidoptera and General Evolutionary Trends in the Genitalia of the Lepidoptera, in Энтомологическое обозрение (Ėntomologičeskoe obozrenie = Entomological review), vol. 46, n. 3, Leningrado, Наука (Nauka), 1967,  pp. 400–409, ISSN 0367-1445 (WC · ACNP), OCLC 7619241.
- (EN) Tillyard, R. J., On the Mouthparts of the Micropterygoidea (Order Lepidoptera), in Transactions of the Entomological Society of London, vol. 1923, Londra, 1923,  pp. 181–206, ISSN 2053-2520 (WC · ACNP), OCLC 2334186.
- (EN) Zagulajev, A. K. & Sinev, S. Y., Catapterigidae fam. n. - a new family of lower Lepidoptera (Lepidoptera, Dacnonypha), in Entomologicheskoye Obozreniye, vol. 67, n. 3, Leningrado, Nauka, 1988,  pp. 593–601, ISSN 0367-1445 (WC · ACNP), OCLC 2446733.

### Testi
- (EN) Capinera, J. L. (Ed.), Encyclopedia of Entomology, 3 voll., 2ª edizione, Dordrecht, Springer Science+Business Media B.V., 2008,  pp. lxiii, 4346, ISBN 978-1-4020-6242-1, LCCN 2008930112, OCLC 837039413.
- (EN) Fletcher, T. B., A list of the generic names used for Microlepidoptera, collana Memoirs of the Department of agriculture in India. Entomological series, vol. 11, Calcutta, Government of Inda central publication branch, 1929,  pp. ix + 246, ISBN non esistente, OCLC 4545236.
- (EN) Grimaldi, D. A.; Engel, M. S., Evolution of the insects, Cambridge [U.K.]; New York, Cambridge University Press, maggio 2005,  pp. xv + 755, ISBN 978-0-521-82149-0, LCCN 2004054605, OCLC 56057971.
- (EN) Hering, E. M., Biology of the Leaf Miners, s'-Gravenhage, W. Junk, 1951,  pp. iv + 420, ISBN 978-94-015-7198-2, LCCN 52001318, OCLC 1651676.
- (EN) Hodges, R. W. et al. (Eds), Check list of the Lepidoptera of America north of Mexico: including Greenland, Londra / Washington, D.C., E.W. Classey / Wedge Entomological Research Foundation, giugno 1983,  pp. xxiv + 284, ISBN 978-0-86096-016-4, LCCN no, OCLC 9748761.
- (EN) Holland, W. J., The moth book: a popular guide to a knowledge of the moths of North America, collana Nature library, vol. 7, New York, Doubleday, Page & company, 1908  [1903],  pp. xxiv + 479, DOI:10.5962/bhl.title.9393, ISBN non esistente, LCCN 03031233, OCLC 13868745.
- (EN) Kristensen, N. P. (Ed.), Handbuch der Zoologie / Handbook of Zoology, Band 4: Arthropoda - 2. Hälfte: Insecta - Lepidoptera, moths and butterflies, Kükenthal, W. (Ed.), Fischer, M. (Scientific Ed.), Teilband/Part 35: Volume 1: Evolution, systematics, and biogeography, ristampa 2013, Berlino, New York, Walter de Gruyter, 1999  [1998],  pp. x, 491, ISBN 978-3-11-015704-8, OCLC 174380917.
- (EN) McDunnough, J., Check list of the Lepidoptera of Canada and the United States of America, Part 2, Microlepidoptera, collana Memoirs of the Southern California Academy of Sciences, vol. 2, n. 1, Los Angeles, Southern California Academy of Sciences, 1939,  p. 171, ISBN 978-1-258-53466-0, LCCN 39006358, OCLC 277328441.
- (EN) Mey, W., Basic pattern of Lepidoptera diversity in southwestern Africa (PDF), collana Esperiana Memoir, vol. 6, Schwanfeld, dicembre 2011,  pp. 7–314 (40 tafn.), ISBN 978-3-938249-02-4, LCCN 2012495792, OCLC 794007184. URL consultato il 9 dicembre 2016 (archiviato dall'url originale il 9 agosto 2016).
- (EN) Powell, J. A. & Opler, P. A., Moths of Western North America, Berkeley, California, University of California Press, maggio 2009,  pp. xiii, 369 pages, 132, ISBN 978-0-520-25197-7, LCCN 2008048605, OCLC 646846811.
- (EN) Scoble, M. J., The Lepidoptera: Form, Function and Diversity, seconda edizione, London, Oxford University Press & Natural History Museum, 2011  [1992],  pp. xi, 404, ISBN 978-0-19-854952-9, LCCN 92004297, OCLC 25282932.
- (EN) Smith, J. B., Check List of the Lepidoptera of Boreal America, Skinner, H. and Kearfott, W. D., Philadelphia, American Entomological Society, giugno 1903,  p. 136, DOI:10.5962/bhl.title.29467, ISBN 978-1-246-92669-9, OCLC 6452619.
- (EN) Stehr, F. W. (Ed.), Immature Insects, 2 volumi, seconda edizione, Dubuque, Iowa, Kendall/Hunt Pub. Co., 1991  [1987],  pp. ix, 754, ISBN 978-0-8403-3702-3, LCCN 85081922, OCLC 13784377.